# Emil Bing
Carl Gustav Emil Bing (* 24. Dezember 1855 in Berlin; † 7. Oktober 1932 in Potsdam) war ein deutscher Schauspieler, Theaterregisseur und Komiker.

## Leben und Wirken
Der Sohn des Königlichen Vorreiters Friedrich August Bing und seiner Frau Henriette Wilhelmine, geb. Schmidt, begann seine Bühnenlaufbahn 1878 in Reval, kam hierauf nach Greifswald (1881), Dortmund (1883), an das Residenztheater Berlin (1884), nach Potsdam (1886) und Görlitz (1887), schließlich 1890 nach Danzig, wo er als Regisseur und Darsteller bis 1893 (nach anderen Quellen 1892) wirkte. Anschließend trat er in den Verband des Hoftheaters Braunschweig ein, wo er als Robert in Robert und Bertram debütierte. Dort blieb er bis zu seiner Pensionierung. Bing wurde mit dem Titel „Hofschauspieler“ ausgezeichnet. Er lebte zuletzt in Potsdam und starb 1932 im dortigen Städtischen Krankenhaus.
Bing vertrat das komische und charakterkomische Fach und trat sowohl in Operetten als auch in Possen und Volksstücken auf. Zu seinen Bühnenrollen gehörten u. a. Valentin in Raimunds Der Verschwender, der Zigeuner Barbu im Schauspiel Die Hochzeit von Baleni (von Ludwig Ganghofer und Marco Brociner) und der Gefängnisdirektor Frank in der Operette Die Fledermaus.

## Filmografie
- 1920: Die stärkere Macht
- 1920: Der Knabe Eros
- 1922: Infamie